# Міністерство внутрішніх справ Чехії

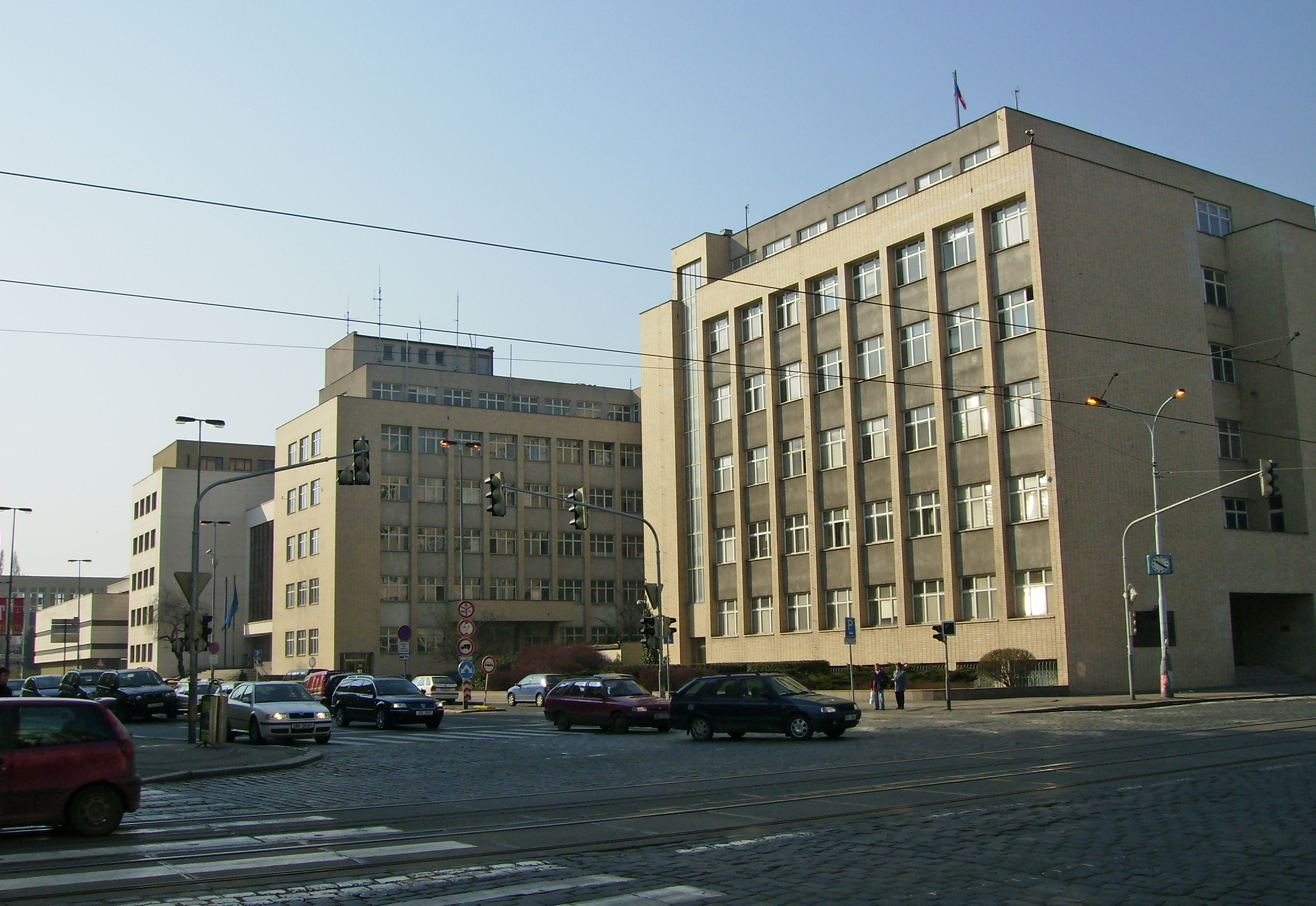
Стара будівля Міністерства внутрішніх справ Чехії в Летні

Міністерство внутрішніх справ Чеської Республіки (чеськ. Ministerstvo vnitra České republiky; MV ČR) — центральний орган державної влади (міністерство) внутрішніх справ Чехії.
Міністерство було створено Законом № 2/1969 Sb., про створення міністерств та інших центральних органів державного управління Чеської Республіки. Цей Закон про компетенцію (зі змінами) визначає основні компетенції Міністерства.
У 2010 міністерство отримало негативну нагороду «Премія Великого брата» в категорії «Найбільший офіційний» для бойкотування законодавства, яке могло б поліпшити захист персональних даних при використанні систем відеоспостереження, прослуховування та бази даних ДНК.

## Компетенція
Міністерство внутрішніх справ є центральним органом державної влади для:
- Громадський порядок
- Спостереження за безпекою і безперешкодністю дорожнього руху
- Імена та прізвища, реєстри, громадянство, посвідчення особи, звіти про проживання, записи про населення та особисті ідентифікаційні номери
- Об'єднання та збір, уповноваження організацій з міжнародним статутом
- Публічні колекції
- Архівація[sk] та подача документів
- Зброя і боєприпаси
- Протипожежна охорона
- Дорожні документи[sk], дозвіл на перебування іноземців та статус біженця
- Кадастровий поділ держави
- Державний кордон, його демаркація, ведення та керування документообігу та встановлення, закриття чи зміна характеру перетину кордону
- Державні символи
- Вибори до місцевих рад, до Парламенту Чеської Республіки та вибори до Європарламенту в Чехії
- Управління кризовими ситуаціями, планування на випадок надзвичайних ситуацій, цивільна оборона та інтегрована система порятунку

Міністерство:
- Ієрархічно є керівним органом Поліції Чеської Республіки
- Керує пожежно-рятувальним корпусом Чеської Республіки, Генеральна дирекція корпусу є організаційною частиною міністерства
- Здійснює координаційну діяльність у сфері адміністративного судочинства, адміністративного покарання та подання, у сфері державного управління, дорученого територіальним органам самоврядування, у сфері служби членів корпусу безпеки.
- Забезпечує комунікаційні мережі для поліції Чеської Республіки, інтегровані складові системи порятунку та територіальні органи державної влади
- Забезпечує співпрацю в рамках міжнародної організації Інтерполу
- Армія Чеської Республіки формує основну частину Збройних Сил Чеської Республіки, до якої далі консультують Верховні головнокомандуючі.